# 平和の像 (黒部市)
平和の像（へいわのぞう）は、富山県黒部市宇奈月町内山字尾ノ沼の大原台自然公園内に建立する銅像である。

## 概要
旧宇奈月町（現・黒部市）出身の彫刻家、佐々木大樹が故郷に大観音像を建てて恩返しをすると同時に、黒部川の永却の安らぎと平和を願って、標高565.8 mの大原台自然公園第一広場に建立された、日本一標高の高い場所に立つブロンズ観音像である。高さは12.8 m、重さは29 t。
1975年に原型を造り、1977年5月18日に土付けの式が行われ、1981年9月7日に建設祈願式を挙行、1982年6月1日より組立作業が本格的に開始し（この時点では同年8月13日までの完成を目標としていた）、同年8月より3回にわたり塗装が施されて頭部と右手に避雷針が取り付けられ、8月26日より足場の撤去が始まり、8月28日に全容を現した。完成後の同年10月8日に除幕式が執り行われた。なお、完成当初は金色の像であったが、5年後は青銅色になるという。
像は60 mの風速と1 mの着雪や氷凍に耐えうるよう配慮されており、夜間はライトアップされる。また、毎年5月18日に観音祭を開催している。